# Vodní motorismus na Letních olympijských hrách 1908

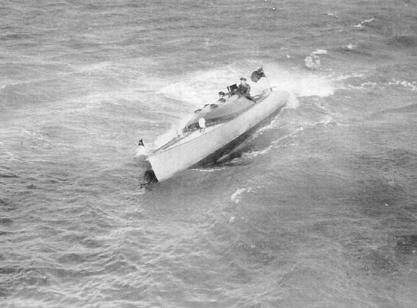
Loď Wolseley-Siddely na LOH 1908

Závody ve vodním motorismu na Letních olympijských hrách 1908 byly jedinými oficiálními závody motorových lodí v historii olympijského programu. Proběhly 28. a 29. srpna 1908 ve třech disciplínách – v otevřené třídě A, ve třídě B (do 60 stop) a ve třídě C (6,5–8 metrů). Každého startu se zúčastnilo několik plavidel, avšak celou trať dokončila vždy pouze jediná loď. Závod se konal na okruhu o délce osmi námořních mil (14,8 km), který musela plavidla zdolat pětkrát, takže celková délka závodu činila 40 námořních mil (74 km).

## Medailisté
| Soutěž                | Zlato | Stříbro   | Bronz     |
| --------------------- | --- | --------- | --------- |
| třída A (otevřená)    | Émile Thubron (Camille) · Francie (FRA)                                                                    | neudělena | neudělena |
| třída B (do 60 stop)  | Velká Británie (GBR) (Gyrinus) · John Field-Richards · Bernard Boverton Redwood · Isaac Thomas Thornycroft | neudělena | neudělena |
| třída C (6,5–8 metrů) | Velká Británie (GBR) (Gyrinus) · John Field-Richards · Bernard Boverton Redwood · Isaac Thomas Thornycroft | neudělena | neudělena |